# Општина Ракачуни (Бакау)
Ракачуни (рум. Răcăciuni) општина је у Румунији у округу Бакау.
Oпштина се налази на надморској висини од 236 m.